# Laia Codina i Panedas
Laia Codina i Panedas (Campllong, Gironès, 22 de gener de 2000) és una futbolista catalana que juga en la posició de defensa amb l'Arsenal Women Football Club de la lliga anglesa i a la selecció espanyola femenina.

## Primers anys
Nascuda a Campllong, Gironès, Codina va començar a jugar a futbol als quatre anys. De nena, va jugar a les categories inferiors de la Unió Deportiva Cassà, un equip del municipi gironí de Cassà de la Selva. Fins als 14 anys va jugar en equips masculins fins que el 2014 va fitxar pel Barça.

## Carrera de club

### FC Barcelona
El 2014, Codina va fitxar pel FC Barcelona per jugar a les categories inferiors. El 2017, amb 16 anys, va fer el salt al FC Barcelona B. Codina va ser un dels líders de l'equip reserva, arribant a ser la capitana la mateixa temporada que van ascendir a Segona Divisió Pro.
L'estiu de 2019, el club va anunciar que Codina estaria en la dinàmica del primer equip, encara que es mantindria principalment com a jugador del filial fins a final de temporada. Al juny de 2020, es va ampliar el seu contracte fins al 2022, a més de fer el salt definitiu al primer equip la temporada següent.
El 13 d'octubre del 2019 va debutar en lliga en un partit contra l'Sporting de Huelva. Tot just quatre dies després, va debutar a la UEFA Women's Champions League en un partit de vuitens de final davant el Minsk.
En la seva primera temporada com a jugadora del primer equip, Codina va lluir el número 3, que ja havia portat al filial. El novembre de 2020, va ser operada després de patir una lesió al cartílag rotular del genoll dret durant un partit de la selecció espanyola sub-20. Al març de 2021, va tornar a jugar després de quatre mesos de baixa per la recuperació de la lesió.
El 2021 va guanyar la Lliga de Campions Femenina de la UEFA.

#### Cessió al Milan
El 29 de juliol del 2021, Codina va signar un contracte de cessió d'un any amb el club italià A.C. Milan.

### Retorn al FC Barcelona
Després d'una temporada cedida va tornar al FC Barcelona i va ampliar el seu contracte fins al 2024. Durant la temporada no té gaire protagonisme però l'equip guanya la Lliga, la Lliga de Campions i la Supercopa espanyola.

### Arsenal
El 20 d'agost de 2023 fitxa per l'Arsenal.

## Carrera internacional
Codina ha estat una habitual de les seleccions juvenils d'Espanya, incloent-hi les sub-17, sub-19 i sub-20. L'estiu de 2018, va ser seleccionada per Jorge Vilda per disputar el Campionat d'Europa Femení Sub-19 de la UEFA 2018. Codina es va proclamar campiona d'Europa Sub-19 amb la selecció espanyola després de derrotar a la final la selecció alemanya.
El juliol de 2019, Codina va ser seleccionada per Pedro López per representar Espanya al Campionat Femení Sub-19 de la UEFA 2019 a Escòcia. L'equip va ser eliminat en semifinals per França.
Durant la temporada 2022-23 es seleccionada diverses vegades i acaba a la llista de la Copa del Món Femenina de Futbol on serà titular i la selecció s'alçarà amb el trofeu.

## Palmarès
Clubs
- 3 Primera divisió espanyola: 2019-20, 2020-21, 2022-23
- 1 Copa Catalunya: 2019-20
- 2 Copes de la Reina: 2019-20, 2020-21
- 1 Supercopa d'Espanya 2019-20
- 2 Lliga de Campiones de la UEFA: 2020-21, 2022-23, 2024-25
- Internacional

- 1 Copa del Món Femenina de Futbol: 2023